# La era de la IA (serie)
La era de la IA es una serie documental desarrollada por YouTube Originals, contiene ocho episodios,  es narrada y presentada por el actor estadounidense Robert Downey Jr. El programa cubre las aplicaciones de la inteligencia artificial (IA) en varios campos, como salud, robótica, viajes espaciales, alimentos, prevención de desastres y otros. Cada episodio de 30 a 45 minutos cubre varias áreas diferentes de implementación de IA bajo un tema más amplio. Cada episodio se abre con una breve escena de Robert Downey Jr., en la que enmarca el tema del episodio. Luego, cada episodio cubre varios temas relacionados en partes separadas, y generalmente regresa al primer tema durante la sección final del episodio.

## Producción

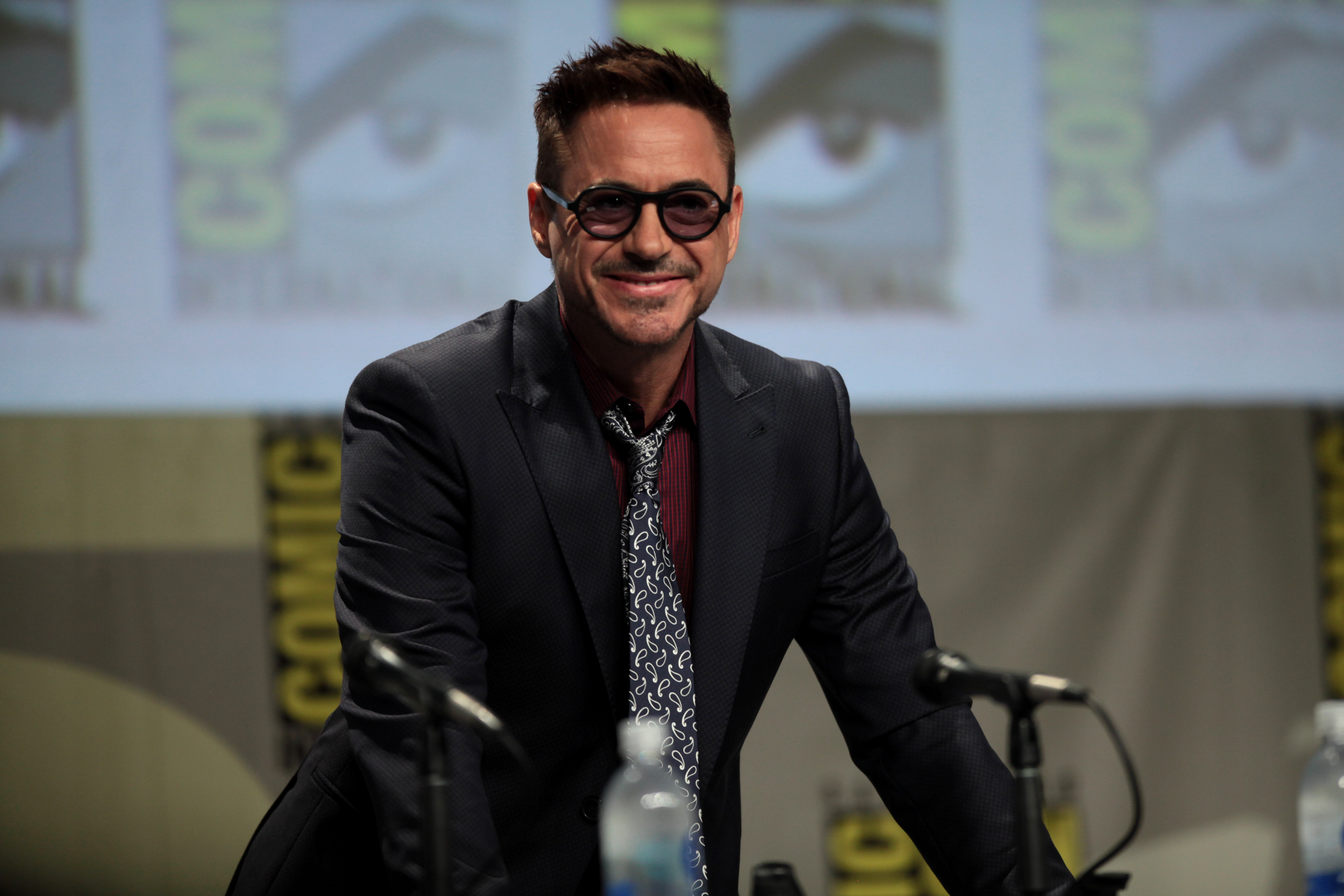
Los comentaristas establecieron paralelismos entre Robert Downey Jr. y su papel como Tony Stark en Marvel Cinematic Universe.

La serie fue desarrollada por las productoras Team Downey, Sonar Entertainment y Network Entertainment. Los episodios se lanzaron en dos lotes para los usuarios de YouTube Premium, los primeros cuatro se lanzaron el 18 de diciembre de 2019 y los últimos cuatro se lanzaron el 15 de enero de 2020. Los episodios se pusieron a disposición de los suscriptores que no son de YouTube Premium y se lanzó un nuevo episodio cada semana, a partir del 18 de diciembre de 2019. Tras el anuncio de la serie, varios comentaristas notaron los paralelismos entre el papel de Robert Downey Jr. en The Age of AI y su interpretación de Tony Stark en la franquicia de medios Marvel Cinematic Universe (MCU). En ambos roles, Downey está asociado con tecnología avanzada que se utiliza para mejorar la vida humana. Estas fuentes también notaron la cobertura de AI en la MCU, en la que Stark ayudó accidentalmente a crear a Ultron, un villano de AI. En un artículo de la serie "Stream It Or Skip It" de Decider, afirman que debe transmitir el programa. También escriben que el programa es un buen reloj para cualquier persona mayor de diez años que esté interesada en la IA. Common Sense Media le dio al programa cuatro de cinco estrellas y dijo que era apropiado para mayores de once años.